# عين الصقر (فلم 1987)
عين الصقر (بالإنجليزية: Eye of the Eagle) هو فيلم حركة أمريكي من إنتاج عام 1987 وإخراج سيريو سانتياغو.

## القصة
ينطلق الرقيب ريك ستراتون لإيقاف عصابة من المارقين تُعرف باسم "القيادة المفقودة" تُرهب فيتنام الجنوبية.

## وصلات خارجية
مقالات تستعمل روابط فنية بلا صلة مع ويكي بيانات